# Bicyclus cooksoni
Bicyclus cooksoni je leptir iz porodice šarenaca. Prvi ga je opisao Hamilton Herbert Druce 1905. godine. Nalazi se u sjevernoj Zambiji, DR Kongu, južnoj i zapadnoj Tanzaniji, te u Zimbabveu. Stanište su mu šume drveća iz roda Brachystegia i mozaici otvorenih planinskih travnjaka i šuma.